# Aufplanung
Der Begriff Aufplanung bzw. der Aufplan (teils bezeichnet als Standplan, Hallenplan, engl. Floorplan) gehört zum Bereich der Messe- und Veranstaltungsplanung im Innen- und Außenbereich. Er beschreibt das Verfahren mit dem die Fläche des jeweiligen Events durch den Veranstalter nach vielfältigen Vorgaben, Kriterien und Wünschen aufgeteilt und an die kommenden Nutzer zugewiesen wird. Häufig liefert die Kenntnis über Anmelder/Bewerber wichtige Informationen zur Planung, es finden sich aber auch Konzepte, bei denen teils oder ganz, pauschal und damit anonym vorausgeplant wird. Dabei ist der Aufplan die zentrale Karte, welche den Grundriss der genutzten Anlagen so parzelliert, dass sowohl Fußwege wie auch Versorgungssysteme aber auch Raumhöhen und eben die ausgewiesenen Parzellen ihre sinnhaften, finalen Formen bekommen. Aus der Form kann z. B. als eine der Grundlagen für die Erstellung eines Messe-Führers dienen.
Bei wiederkehrenden Veranstaltungen wird oft auf frühere solche Pläne zurückgegriffen, ansonsten muss mit etwas höherem Aufwand neu geplant werden. Dem Charakter nach handelt es sich hierbei im weitesten Sinne um Bauplanung, auch wenn deshalb typisch keine Wände oder Decken zur Diskussion stehen, sondern nur temporäre Strukturen wie etwas Messestände Gegenstand der Planung sind. Im weiteren Sinne sind auch Tagungsräume Gegenstand eines solchen Plans, etwa bei der oft bereits fertig vom Gebäude-Betreiber verfügbaren Muster-Pläne für die Wechselbestuhlung, teils mit Tischen für seine Räume.
Als Hilfsmittel dienen sowohl Papier wie auch vergleichbare digitale Möglichkeiten einschließlich speziell darauf zugeschnittenen Programmen. Die Fläche oder Flächen werden dabei typisch mit Buchstaben- und Zahlen sowie Farben und Symbolen indiziert und adressiert, so dass (oft ähnlich wie mit einem klassischen Straßenatlas) eine bestimmte zugewiesene Fläche bei Bedarf schnell aus einem meist sortierten Verzeichnis heraus auffindbar ist. Der Vorgang der Aufplanung ist gerade bei großen Messen ein wichtiger Meilenstein und wird gerne entsprechend öffentlich verkündet. Der weitere Vorgang geht in massiv paralleler Art einher mit zahlreichen anderen Aktivitäten die sowohl organisatorischer wie auch ausführender Art sind.
Typische Nutzungsfälle für diesen Begriff sind:
- Messen aller Art
- Verkaufsveranstaltungen, z. B. Jahrmärkte, Wochenmärkte, Flohmärkte
- Tagungen und Konferenzen
- Musik- und Show-Veranstaltungen, etwa Konzerte in Hallen oder Open-Air
- Festveranstaltungen, insbesondere Kirchweihen, Weihnachtsmärkte, Oktoberfeste, Rummelplätze.

Aspekte die im Zug einer Aufplanung typisch mindestens berücksichtigt werden:
- Vorhandene Strukturen
- Begleitende Infrastrukturen
  - Strom
  - Wasser/Abwasser
  - WC-Anlagen
  - Catering
  - Flächen für Hilfskräfte, z. B. Sicherheitsdienst und Medizinwesen
- Wege & Sicherheit sowie Zugänge & Zugangskontrollen
- Verträglichkeit der Flächennutzung, z. B. Geräusche, Gerüche und ähnliches
- Themen- & Interessenbündelung
- Teilnehmerwünsche und Bedürfnisse

siehe auch die strukturell verwandten Begriffe:
- Partition bzw. Partitionierung (Weiterleitungsseite!)
- Bebauungsplan (Weiterleitungsseite!)
- Küchenplanung
- Leiterplatte#Layout: Bestückungsplan
- Layout von integrierten Schaltungen

## Referenzen
- https://www.seminarmarkt.de/Infothek/Glossar-Begriffe-aus-der-Welt-der-Tagungen-und-Events,4312
- https://www.auma.de/de/messelexikon
- http://western-journal.de/2021/04/27/%EF%BB%BFamericana-2021-aufplanung-der-messehallen-hat-begonnen-teilnehmerunterlagen-ab-juni-online/